# لوکاس کوبلر
لوکاس کوبلر (زاده ۳۰ اوت ۱۹۹۲) یک بازیکن حرفه‌ای فوتبال آلمانی است که هم‌اکنون در پست مدافع برای فرایبورگ، از باشگاه‌های حاضر در بوندس‌لیگا به میدان می‌رود.